# Wolfgang Müller (Skilangläufer)
Wolfgang Müller (* 19. Juli 1955 in Wallenfels) ist ein ehemaliger deutscher Skilangläufer.

## Werdegang
Wolfgang Müller bestritt seine Wettkämpfe als Mitglied des Skiclubs Hochvogel München.
Bei der Deutschen Nordischen Skimeisterschaft 1973 holte er die Bronzemedaille. Mit Müller und Susanne Riermeier gehörten 1974 erstmals zwei Mitglieder des SC Hochvogel zur Deutschen Skinationalmannschaft. Wie Riermeier, nahm Müller auch an Bergläufen für den Verein teil. Hierbei belegte er unter anderem 1975 beim Hochfellnberglauf gleichzeitig mit Wolfgang Pichler vom SC Ruhpolding den ersten Platz.
1977 wurde Müller bei der Deutschen Meisterschaft Deutscher Meister in der 50-km-Disziplin. Wegen der sportlichen Erfolge wurden er und Riermeier zu Ehrenmitgliedern ihres Hausvereins ernannt. 1978 nahm er im Team mit Dieter Notz, Peter und Georg Zipfel am Staffelwettbewerb der Nordischen Skiweltmeisterschaft in Lahti teil. Das deutsche Team belegte dort den sechsten und damit letzten Platz im Rennen. Bei der Deutschen Meisterschaft 1979 holte Müller zusammen mit Kurt Dotzler, Stefan Dotzler und Bernd Raupach die Bronzemedaille im Staffelwettbewerb für den SC Hochvogel. Bei der Deutschen Meisterschaft 1980 wurde er im Team mit Stefan Dotzler, Markus Pleyer und Franz Schöbel Deutscher Staffelmeister.
Seinen sportlichen Höhepunkt erlebte er ebenfalls 1980 als Olympiateilnehmer bei den Ski-Nordisch-Wettkämpfen in Lake Placid. Im Staffelwettkampf konnte er dort zusammen mit Peter Zipfel, Dieter Notz und Jochen Behle den vierten Platz erreichen. In den Einzelwettbewerben erzielte er über die 15-km-Distanz Platz 21 und über 30 km Platz 37.
Zusammen mit Stefan Dotzler, Bernd Raupach und Herbert Bauer holte er 1985 erstmals die Goldmedaille für seinen Verein bei der Bayerischen Vereinsstaffelmeisterschaft. Bei der Deutschen Meisterschaft 1986 gewann Raupach die Bronzemedaille im 50-km-Skilanglauf und bei der Deutschen Meisterschaft 1988 über die 30-km-Distanz. Zudem holte er bei der Deutschen Meisterschaft 1988 im Staffelteam mit Walter Pichler, Franz Danner und Stefan Dotzler die Goldmedaille, ebenso bei der Deutschen Meisterschaft 1990 zusammen mit Stefan Dotzler, Walter Pichler und Georg Fischer.
Müller war auch Mitglied des SC-Hochvogel-Teams, das bei den Deutschen Meisterschaften 1987 und 1988 die 4x10km-Staffelwettbewerbe der Vereine gewannen zusammen mit Christian Maiwald, Bernd Raupach und Stefan Dotzler. Beim Hattrick-Erfolg 1989 war er nicht mit im Vereinsteam.
Er ist Bundespolizist sowie Leistungssportkoordinator und Ausbilder an der Bundespolizeisportschule in Bad Endorf.